# 郎韋能
郎韋能（越南语：／，？—1975年），泰族人，越南阮朝官員，曾任襄阳土知府。

## 生平
郎韋能是郎韋朋（阮朝文件作郎文朋）之子。
其父郎韋朋因擊賊有功，被朝廷封爲襄陽土知府，1921年致仕後該職傳於郎韋朋的族兄，最後於1934年由郎韋能接任。
郎韋能於1975年逝世，享壽78歲（一說85歲）。

## 家庭
妻呂氏決（Lữ Thị Quyết），2020年時101歲。

## 榮譽
- 大南龍星第五項（1939年）[2]
- 萬象及白傘勳章（1941年）[1][5]